# Крушение парома MV «Princess of the Stars»
Принцесса звёзд (MV «Princess of the Stars») — паром филиппинской компании «Sulpicio Lines», потерпевший крушение 21 июня 2008 года вблизи побережья острова Сибуян (архипелаг Ромблон) во время тайфуна Фэншэнь, который прошел над Филиппинами и Китаем.
Паром был построен в Японии в 1984 году и первоначально носил название «MV Ferry Lilac of Shin Nihonkai Ferry».

## Катастрофа
Одно из основных судов компании «Sulpicio Lines» «Princess of the Stars» вышло из порта Манилы 20 июня 2008 года, направляясь в Себу. По официальным данным на борту парома находились 626 пассажиров и 121 член экипажа. Однако позже сообщалось о большем количестве людей. Называлась цифра в 862 человека. Несмотря на то, что тайфун «Фенштейн» (местное название «Франк») обрушился на остров Самар утром этого же дня, «Принцесса звёзд» вышла в рейс, так как считалось, что паром достаточно велик для возможности противостоять шторму. 
21 июня, в середине дня, «Принцесса звёзд» подал сигнал бедствия и радиосвязь с ним была потеряна в 12:00 по местному времени. Мэр Сан-Фернандо, Нанете Тансунхо, послал катер, который сообщил, что паром имеет течь, частично затоплен а рядом обнаружено несколько человеческих тел.

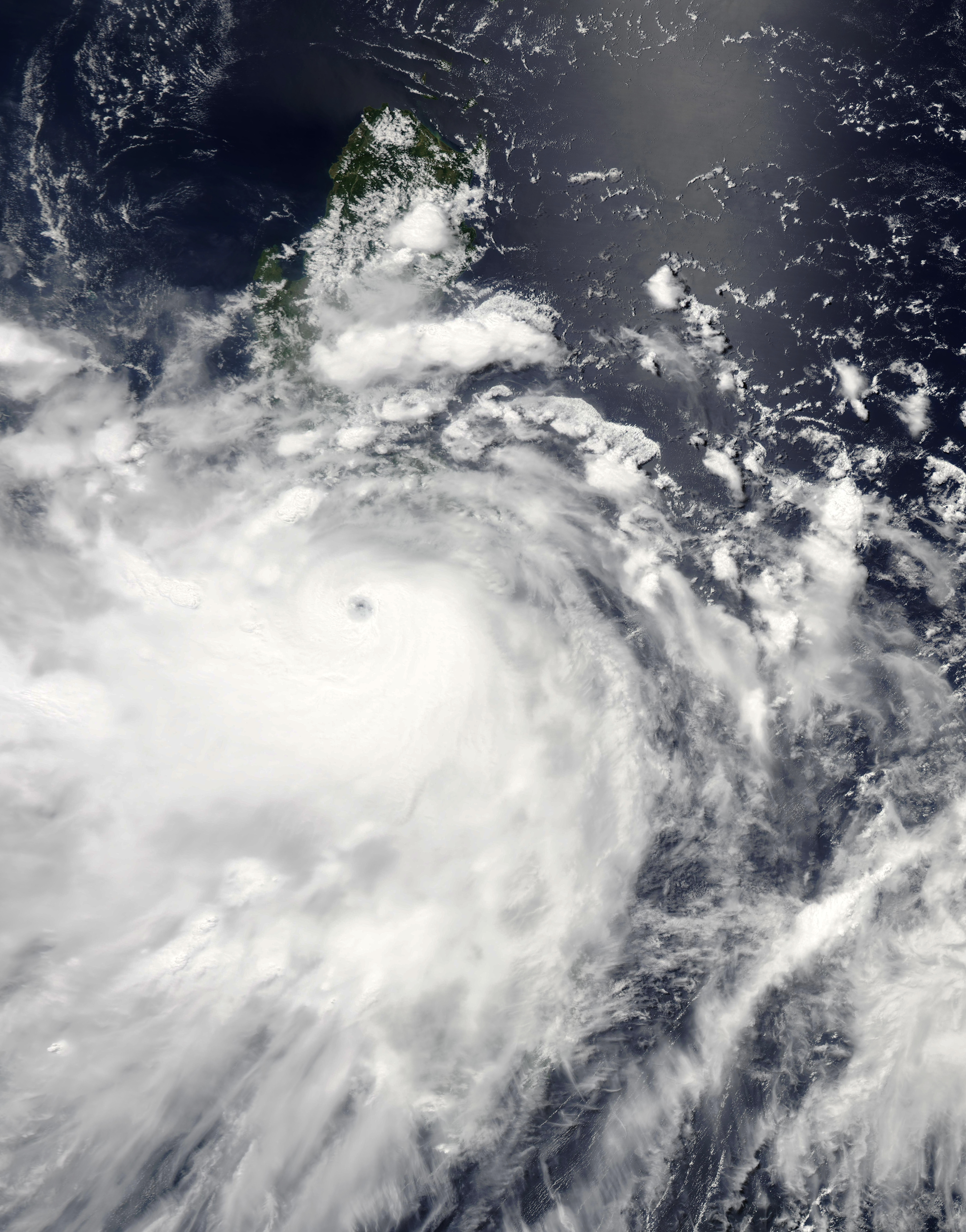
Тайфун Фэншэнь

## Спасательная операция
В 11:30 пассажирам было дано распоряжение надеть спасательные жилеты и, 15 минут спустя капитан отдал приказ покинуть судно. В середине дня паром дал крен. Выжившие видели, как многие люди прыгали в воду, в то время как некоторые добрались до спасательных плотов. Многие из них не были в спасательных жилетах и, по словам выживших, команда была больше занята собственным спасением, а не помощью пассажирам. Паром перевернулся около 6 часов вечера по местному времени.
Подошедший для спасения корабль вынужден был прервать операцию в связи с «гигантскими волнами, проливным дождем и порывистым ветром». Другое спасательное судно наконец достигло «Принцессы звёзд» через 24 часа с момента потери связи. 
23 июня на помощь из Японии вышло судно ВМС США
24 июня представитель береговой охраны Филиппин Эдгар Аревало сообщил, что аквалангистам, несмотря на плохие метеорологические условия, удалось совершить погружение к затонувшему судну. Они специально стучали по корпусу судна, чтобы оставшиеся в заполненных воздухом отсеках парома люди могли ответить им. Однако никаких ответных сигналов так и не последовало. В этот же день было официально объявлено, что из 862 людей 62 погибли, 743 человека числятся пропавшими без вести. Всего было спасено 57 человек. Двадцать восемь человек были обнаружены в спасательной шлюпке у берегов провинции Кесон, еще 29 пассажирам удалось добраться до берега вплавь. 
27 июня поисково-спасательные работы были прекращены. На борту затонувшего корабля были найдены 10 тонн токсичного вещества "эндосульфан" в 400 ящиках. 
Вокруг места крушения филиппинскими властями была создана пятикилометровая зона отчуждения, в которой были запрещены рыболовство и иные активности.
Для того чтобы оценить экологические риски и возможное влияние последствий аварии на человека, 9 июля Еврокомиссия направила группу экспертов на Филиппины.
Эксперты провели воздушную разведку, а также осмотры на лодке и пешком вдоль береговой линии с целью оценить ситуацию, сделать анализ и дать рекомендации для протоколов, развертывания быстрого реагирования на море в случае разлива вредных веществ. 

## Расследование
Филиппинская комиссия по морскому расследованию  в своем 65-страничном докладе от 25 августа 2008 года, представленном управлению морской промышленности, признала Sulpicio Lines и ее капитана ответственными за трагедию. Виновным был назван капитан судна, пропавший после кораблекрушения. Судоходная компания признана небрежной за неисполнение своих обязанностей по обеспечению безопасной перевозки пассажиров и грузов в пункт назначения. 

## Международная реакция
Соединенные Штаты пожертвовали 100 000 долларов США для жертв трагедии. Президент США Джордж Буш на встрече с президентом Филиппин Глорией Макапагал-Арройо выразил свои соболезнования и пообещал, что будет оказана дополнительная помощь, включая развертывание американской военно-морской авианосной группы USS Ronald Reagan для оказания помощи в любых спасательных или поисковых операциях.
Президент России Дмитрий Медведев отправил президенту Филиппин телеграмму, в которой выразил соболезнования семьям погибших и пожелал быстрейшего выздоровления пострадавшим.
Папа Римский Бенедикт XVI заявил во время воскресной мессы в Ватикане, что был глубоко взволнован трагедий и был приглашен посетить Филиппины.